# Pikalin (Adiguesia)
Pikalin (del ruso: Пикалин) es un jútor del raión de Shovguénovski en la república de Adigueya de Rusia. Está situado 21 km al oeste de Jakurinojabl y 39 km al norte de Maikop a orillas del río Guiagá al noroeste de Maikop, la capital de la república. En 2010, tenía 59 habitantes.
Pertenece al municipio Dukmasovskoye.